# Due Carrare
Due Carrare (Do Carare in veneto) è un comune italiano di 9 028 abitanti della provincia di Padova in Veneto, situato a sud del capoluogo.
Nasce dalla fusione dei comuni di Carrara San Giorgio e Carrara Santo Stefano, stabilita con un referendum popolare il 26 febbraio 1995 e sancita con la successiva legge regionale del 21 marzo 1995. Anche i due centri abitati sono stati fusi nell'unico capoluogo di Due Carrare, del quale oggi costituiscono i quartieri. Per tale motivo questa località non può essere definita comune sparso.

## Storia
L'insediamento attuale era conosciuto nel medioevo come Carrara, patria della famiglia dei Carraresi che furono signori di Padova nel XIV secolo.
Da segnalare la presenza dell'abbazia di Santo Stefano, le cui prime notizie risalgono all'XI secolo. L'importanza che questa ha rivestito nei secoli è testimoniata, tra l'altro, dal fatto che la località di Carrara Santo Stefano sia sempre stata nota anche con l'appellativo di "Bassìa".
Un altro edificio importante è la chiesa di San Giorgio Martire a Carrara San Giorgio, edificata nel Novecento sulla base della precedente, risalente al XVIII secolo.
Dal campo di aviazione di San Pelagio — una frazione dell'attuale comune — partì il 9 agosto 1918 lo storico volo su Vienna di Gabriele D'Annunzio. La località ospita attualmente il Museo dell'Aria e dello Spazio all'interno di Villa Zaborra Castello di San Pelagio.
Nel 2009 è stata inaugurata una statua ubicata al centro della rotatoria in centro paese. L’opera, raffigura due figure femminili, le Due Carrare appunto, sedute entrambe su un grande globo che ne rappresenta il territorio.

### Simboli
Lo stemma e il gonfalone del comune di Due Carrare sono stati adottati dal Consiglio Comunale con la deliberazione n. 36 del 17 ottobre 1997 e successivamente
concessi con decreto del presidente della Repubblica del 3 febbraio 1998.
Il gonfalone è un drappo di bianco con la bordatura di rosso.
Il nuovo stemma riunisce gli elementi caratterizzanti gli emblemi dei due precedenti comuni, riprendendo la corona presente nello stemma di Carrara Santo Stefano e le ruote di sei raggi, unite al traino di carro di Carrara San Giorgio. Sono state apportate alcune modifiche alla forma del carro e al numero dei raggi delle ruote, in modo da riprodurre più fedelmente il blasone della nobile famiglia dei Da Carrara.

#### Simboli di Carrara San Giorgio
(D.P.R. del 20 giugno 1984)
Il gonfalone era un drappo di bianco.

#### Simboli di Carrara Santo Stefano
(D.C.G. del 21 febbraio 1933)
Il gonfalone era un drappo partito di rosso e di bianco.

## Monumenti e luoghi d'interesse
- Villa Zaborra Castello di San Pelagio: sede del Museo dell'aria e dello spazio.
- Villa Priuli, villa veneta progettata dall'architetto Vincenzo Scamozzi per la nobile famiglia veneziana dei Priuli, la sua costruzione iniziò nel 1597.
- Castello di San Giorgio: ruderi dell'antico castello medievale attribuito alla famiglia Da Carrara.
- Mulini di Pontemanco: si tratta di due antichi mulini ad acqua, noti per la loro storia medievale e il pittoresco contesto paesaggistico lungo il canale Biancolino.

## Società

### Evoluzione demografica
Abitanti censiti

Abitanti dei due comuni prima della fusione
█ Carrara Santo Stefano - █ Carrara San Giorgio

## Geografia antropica

### Frazioni
Secondo lo statuto comunale, Due Carrare comprende al suo interno due frazioni:
- Cornegliana (799 abitanti)[13]
- Terradura (1 228 abitanti)[13]

Altre località rilevanti, indicate dallo statuto, sono quelle di Chiodare, Gorghizzolo, Mezzavia e Pontemanco.

## Infrastrutture e trasporti
Le principali vie di comunicazione che servono il territorio comunale sono la strada statale SS16 "Adriatica" e la strada provinciale "Conselvana" Padova-Bagnoli di Sopra. Dall'autostrada A13 Bologna-Padova, l'uscita utile per raggiungere il comune è il casello "Terme Euganee".